# 上田朋子のGoing My West
上田朋子のGoing My West（うえだともこのゴーイングマイウェスト）は、静岡放送（SBSラジオ）で毎週金曜 9:00 - 12:55に放送されている番組。2014年4月4日放送開始。
静岡県浜松市にあるプレスタワーから放送。静岡県西部地区の最新情報を聴取者に提供する番組である。

## 出演者
- 上田朋子（元静岡放送アナウンサー）
- イシノユウキ(jam9)
- 井川絵美

### コーナー紹介
- 9:00 - オープニング
- 9:11 - おいでよ町の人気者　今日のWEST PEOPLE
- 9:23 - MIRAIにエール！(中部電力)
- 9:28 - クローズアップマイタウン
- 9:38 - ラジオショッピング
- 9:44 - ユウキのウキウキディスカバー
- 9:56 - 静岡新聞ニュース・天気予報
- 10:05 - (1・3週)はままつシティウェーブ(浜松市)
- 10:15 - 磐田まちめぐりスクーピー
- 10:20 - メッセージ
- 10:35 - (1週)住まいのリフォーム相談室(リブライフただし)
- 10:35 - (2週)Fan Fun ブレス浜松
- 10:35 - (3週)ちくまりのFavorite Things
- 10:35 - (4週)浜松市長のイチ推し(偶数月)(浜松市)
- 10:45 - ラジオショッピング
- 10:54 - 交通情報
- 10:56 - 静岡新聞ニュース・天気予報
- 11:00 - テレフォン人生相談
- 11:20 - ジャパネットたかた ラジオショッピング
- 11:30 - 磐田市情報館発! 磐田情報局(磐田市)
- 11:40 - 朋子のおしゃべりルーム
- 11:54 - 交通情報
- 11:55 - 静岡新聞ニュース・天気予報
- 12:00 - ひらめき金トレ
- 12:12 - ＃ウエストスクーピー
- 12:17 - ウエスト Learn！Learn！Learn！　～これ始めてみませんか～
- 12:20 - ミュージック&メッセージ紹介など
- 12:30 - 朋子のママ友トークタイム WEST知恵袋
- 12:49 - エンディング